# 大卡勞舍湖

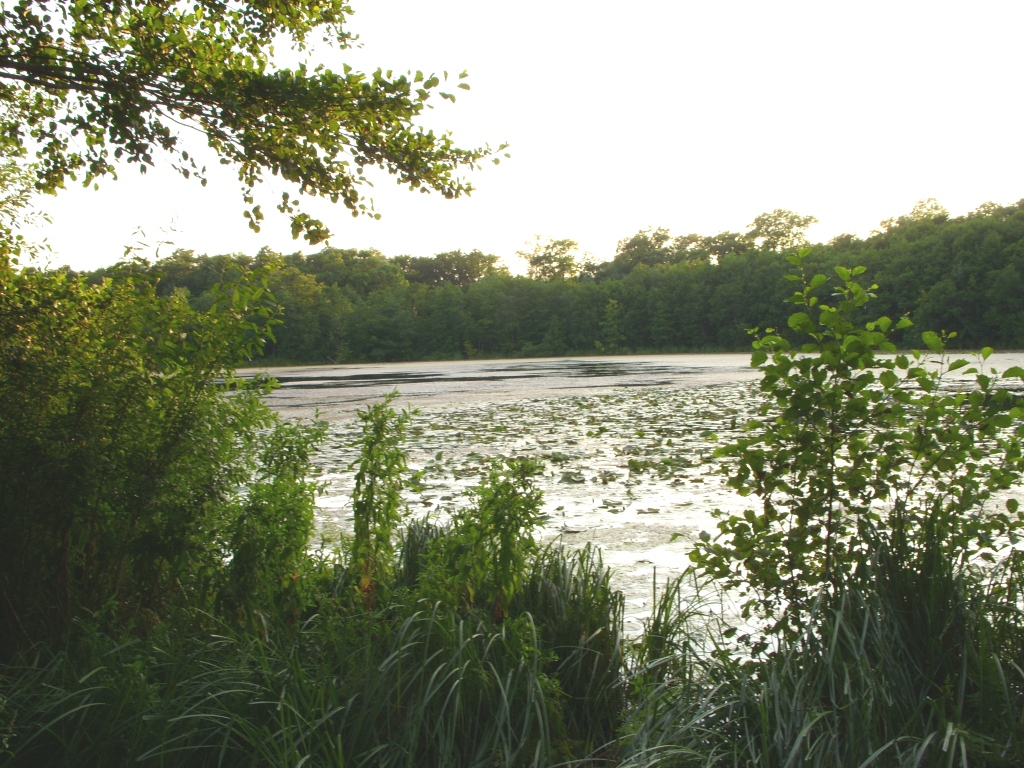

53°37′7″N 11°25′46″E / 53.61861°N 11.42944°E
大卡勞舍湖（德語：Große Karausche），是德國的湖泊，位於該國東北部，由梅克倫堡-前波美拉尼亞州負責管轄，處於什未林，面積0.02平方公里，海拔高度38米，平均水深1.2米，最大水深4米。